# Hrabstwo Holmes (Ohio)
Hrabstwo Holmes (ang. Holmes County) – hrabstwo w stanie Ohio w Stanach Zjednoczonych. Obszar całkowity hrabstwa obejmuje powierzchnię 424,02 mil2 (1 098,21 km²). Według danych z 2010 r. hrabstwo miało 42 366 mieszkańców. Hrabstwo powstało 20 stycznia 1824 roku i nosi imię Andrew Holmesa, oficera amerykańskiej armii poległego w wojnie 1812 roku.
Hrabstwo jest domem dla drugiej co do wielkości społeczności amiszów, którą w 2017 roku oszacowano na ponad 35 tysięcy. 

## Sąsiednie hrabstwa
- Hrabstwo Wayne (północ)
- Hrabstwo Stark (północny wschód)
- Hrabstwo Tuscarawas (wschód)
- Hrabstwo Coshocton (południe)
- Hrabstwo Knox (południowy zachód)
- Hrabstwo Ashland (północny zachód)

## CDP
- Berlin
- Lake Buckhorn
- Walnut Creek
- Winesburg

## Wioski
- Baltic
- Glenmont
- Holmesville
- Killbuck
- Loudonville
- Millersburg
- Nashville